# (5841) Stone
(5841) Stone est un astéroïde de la ceinture principale, de la famille de Hungaria.

## Description
(5841) Stone est un astéroïde de la ceinture principale, de la famille de Hungaria. Il présente une orbite caractérisée par un demi-grand axe de 1,93 UA, une excentricité de 0,10 et une inclinaison de 20,1° par rapport à l'écliptique.

## Compléments